# Caroline Cossey
Caroline "Tula" Cossey (født 31. august 1954 i Brooke, England) er en engelsk fotomodel og transkønnet kvinde. Hun har været med i James Bond filmen For Your Eyes Only og var den første transkønnede kvindelige model i Playboy.
Hun blev født med sygdommen Klinefelters syndrom og blev opdraget som en dreng i hendes barndom, og blev derefter kaldt Barry Kenneth Cossey, men efter at være blevet mobbet på grund af sit udseende i barndommen, begyndte hun som en syttenårig at leve som kvinde og begyndte sin hormonbehandling. Som tyve år gammel gennemgik hun den endelige kønsskifte.